# Bassem Jisr
Bassem Jisr (arabe:باسم الجسر) (né en 1930, mort en 2022), est un homme politique et un intellectuel libanais.

## Famille
Fils de Mohammed al-Jisr, ancien président de la Chambre du Parlement en 1927, il est aussi le petit-fils d'Hussein al-Jisr, théologien tripolitain.

## Études
Il effectue ses études secondaires et un début de cursus universitaire à Beyrouth. Il devient ensuite docteur en droit de l’Université de Paris-2.

## Parcours professionnel
Il débute comme avocat au barreau de Beyrouth, puis il exerce en tant qu'éditorialiste au journal Al-Jarida à partir de 1956.
Il devient directeur de l’Agence Nationale d’Information entre 1962 et 1964, durant le mandat du président Fouad Chehab.
En 1984, il est nommé directeur de l’Institut du monde arabe à Paris ; un poste qu’il occupera jusqu’en 1990.
Sur la fin de sa vie, il conserve des activités d'éditorialiste,.

## Parcours politique
En 1969, il fonde avec Joseph Moghaizel le Parti Démocratique Libanais, un parti centriste qui disparaîtra en 1976, à ne pas confondre avec l’actuel Parti démocratique libanais dirigé par Talal Arslan.
Proche de Nassib Lahoud, il est membre fondateur du Mouvement du renouveau démocratique dont il sera vice-président entre 2001 et 2005.

## Fin de vie
Il meurt en mai 2022.